# گوگل فلایتز
گوگل فلایتز (به انگلیسی: Google Flights) یک سرویس جستجوی رزرو پرواز آنلاین است که خرید بلیط هواپیما از طریق تأمین‌کنندگان شخص ثالث را تسهیل می‌کند. این برنامه پس از خرید توسط گوگل در سال ۲۰۱۱ راه‌اندازی شد و اکنون بخشی از گوگل تراول است.